# 276
276 је била преступна година.

## Догађаји
- Цар Тацит удвостручује садржај сребра у аурелијанијанусима и преполовљује њихову тарифу на 2,5 динарских центи.
- Тацит успешно води кампању против Гота који су напали Малу Азију, а његов полубрат, преторијански префект Марко Аније Флоријан, наставља кампању.
- Тацитов рођак Максимин Даја управља Сиријом на суров начин и убијају га локални моћници, којима се у завери придружује фракција одговорна за атентат на Аурелијана претходне године.
- Тацит умире у Тијани, Кападокија.
- Флоријан постаје римски цар уз подршку Римског сената, али генерал на истоку, Марко Аурелије Проб, узурпира власт против њега. Флоријан прекида своју кампању против Гота и маршира источно од Босфора уз подршку римских легија у Британији, Галији, Шпанији и Италији. Флоријан држи власт неколико недеља и неодлучно се бори против Проба у Киликији, али његови војници, од којих су многи са хладнијих граница Рајне и Дунава, пате од врућине и болести. Збачен је, а затим убијен од стране сопствених трупа близу Тарса, у дослуху са Пробом. Проб, стар 44 године, проглашен је новим римским царем.
- Проб позива фракцију одговорну за убиства Аурелијана и Тацита на гозбу, само да би их масакрирао. Затим хапси преживелог завереника и спаљује га живог.
- Краљ Персије Бахрам I умире након трогодишње владавине, током које су зороастријски свештеници у Ктесифону (Иран) вршили притисак на њега да прогони будисте, хришћане и манихејце. Наслеђује га син Бахрам II.
- Махасена влада на Цејлону. Искључив и непопуларан, он покушава да уведе махајана будизам у земљу.

## Рођења
- Википедија:Непознат датум — Свети Григорије Назијански - хришћански светитељ